# Alberto Ormaetxea
Alberto Ormaetxea Ibarlucea (Eibar, 7 aprile 1939 – San Sebastián, 28 ottobre 2005) è stato un calciatore e allenatore di calcio spagnolo di origini basche.

## Carriera
Difensore, dopo un primo periodo nelle giovanili della squadra della sua città natale, nel 1962 entrò nella Real Sociedad dove esordì in prima squadra nel 1967. Ritiratosi nel 1974, rimase in società come vice-allenatore, per poi divenire allenatore nel 1979. Dopo un secondo posto nella prima stagione, Ormaetxea guidò il club basco alla vittoria di due campionati consecutivi (1980-81 e 1981-82) e di una Supercoppa. Sotto la guida di Ormaetxea la Real Sociedad partecipò inoltre alla Coppa dei Campioni, in cui raggiunse le semifinali nella stagione 1982-83.
Dopo aver abbandonato la panchina del club basco al termine della stagione 1984-85, Ormaetxea allenò la squadra dell'Hércules nella stagione 1986-87, per poi ritirarsi al termine della stagione. A partire dall'ottobre 2006, primo anniversario della sua morte, si tiene un triangolare tra Real Sociedad, Atletico Bilbao e Eibar.

## Palmarès

### Allenatore
- Campionato spagnolo: 2

Real Sociedad: 1980-1981, 1981-1982
- Supercoppa di Spagna: 1

Real Sociedad: 1982